# Nadrenia Północna-Westfalia
Nadrenia Północna-Westfalia (niem. Nordrhein-Westfalen; dolnoniem. Noordrhien-Westfalen; NW; NRW) – kraj związkowy w zachodniej części Niemiec, największy pod względem liczby ludności, liczy 18 139 116 mieszkańców (31 grudnia 2022). Stolicą kraju związkowego jest Düsseldorf, największym miastem – Kolonia.

## Historia

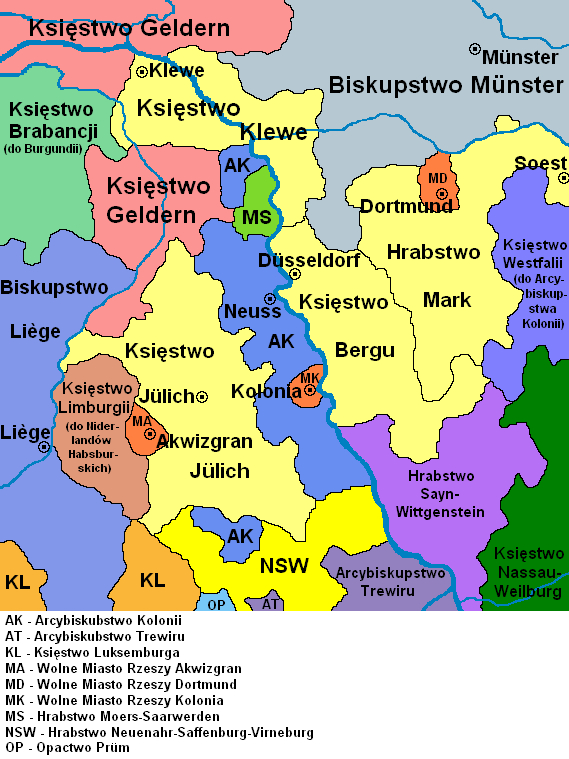
Podział polityczny obszaru dzisiejszej Nadrenii Północnej-Westfalii w 1477 r.

W starożytności sięgały tu granice Cesarstwa Rzymskiego. Rzymskimi miastami były m.in. Kolonia, Akwizgran, Bonn i Jülich. We wczesnym średniowieczu obszar znajdował się we władaniu frankijskim, a Akwizgran został główną rezydencją Karola Wielkiego, pierwszego zachodniego cesarza rzymskiego od czasu upadku cesarstwa zachodniorzymskiego. Katedra w Akwizgranie jest miejscem jego spoczynku. W X wieku region dzielił się na Lotaryngię (część południowo-zachodnia ze starożytnymi miastami Kolonią i Akwizgranem) i Westfalię (północ i wschód z wczesnośredniowiecznymi Dortmundem i Münsterem). W XI–XII w. z Lotaryngii wyodrębniły się księstwa Jülich, Kleve i Bergu, natomiast w westfalskiej części regionu powstały w XII w. Lippe, księstwo biskupie Münsteru i hrabstwo Mark, jednakże wiodącym krajem pozostawało arcybiskupstwo Kolonii, przekształcone w XIV w. w Elektorat Kolonii. W 1288 od arcybiskupstwa odłączyła się Kolonia, by zostać wolnym miastem. Wolnymi miastami zostały w średniowieczu także Akwizgran i Dortmund. W latach 1521–1614 istniały Zjednoczone Księstwa Jülich-Kleve-Berg, a od 1556 r. fragment regionu z miastami Geldern, Kevelaer i Straelen przy współczesnej granicy z Holandią przynależał do Hiszpanii. Hiszpania utraciła miasta wskutek wojny o sukcesję hiszpańską w 1713 r. na rzecz Prus.
W drugiej połowie XVIII w. obszar na lewym brzegu Renu został opanowany przez Francję, a na początku XIX w. także północna część regionu znalazła się w granicach Francji. Po porażce Francji w 1815 r. większość obszaru, z wyjątkiem Księstwa Lippe, włączono do Prus. Utworzono prowincje Westfalia oraz Nadrenia, w granicach której znalazły się również ziemie zajęte przez Prusy w 1815 r. kosztem Luksemburga (II rozbiór Luksemburga). W 1871 r. cały obszar znalazł się w granicach Cesarstwa Niemieckiego.
Kraj związkowy Nadrenia Północna-Westfalia został utworzony 23 sierpnia 1946 na podstawie zarządzenia nr 46 Dowództwa brytyjskiej strefy okupacyjnej w Niemczech z połączenia północnej części dawnej pruskiej prowincji Nadrenia oraz pruskiej prowincji Westfalia – południowo-zachodniej części Westfalii. Stąd przymiotnik „północna” w nazwie odnosi się do pierwszego członu: „Nadrenia”, a nie członu „Westfalia”. Pół roku później, zarządzeniem nr 77 z 21 stycznia 1947 przyłączono do niego dawne Wolne Państwo Lippe (wcześniej Księstwo Lippe), wtedy Nadrenia Północna-Westfalia uzyskała swój ostateczny kształt.
Współcześnie Nadrenia Północna-Westfalia pozostaje największym skupiskiem osób z polskim tłem migracyjnym w Niemczech, liczącym ponad 700 tys. osób.

## Geografia

Mapa topograficzna

Nadrenia Północna-Westfalia leży w zachodniej części Niemiec, graniczy z Holandią i Belgią. Zaludnienie wynosi 18 139 116 mieszkańców (stan: 31 grudnia 2022), powierzchnia 34 110,26 km². Większą część powierzchni zajmują niziny, a także niskie pasma górskie Reńskich Gór Łupkowych: w centrum Lennegebirge, na południu Westerwald, na wschodzie i południowym wschodzie Las Teutoburski, Plackwald, Ebbegebirge, Eggegebirge, Rothaargebirge, Saalhauser Berge, a na południowym zachodzie, przy granicy z Belgią, wschodnie stoki Ardenów. Najwyższy szczyt to Langenberg (843,2 m n.p.m.). Główne rzeki: Ren, Ruhra, Ems, Wezera połączone kanałami: Śródlądowym, Ren-Herne, Dortmund-Ems. Nadrenia Północna-Westfalia jest najsilniej uprzemysłowionym krajem związkowym Niemiec, z głównym regionem przemysłowym – Zagłębiem Ruhry.

## Podział administracyjny
Nadrenia Północna-Westfalia składa się z pięciu rejencji: Arnsberg, Detmold, Düsseldorf, Kolonia i Münster, 31 powiatów ziemskich (Kreise), 22 miast na prawach powiatu (kreisfreie Stadt) oraz 396 gmin (Gemeinde).

### Największe miasta

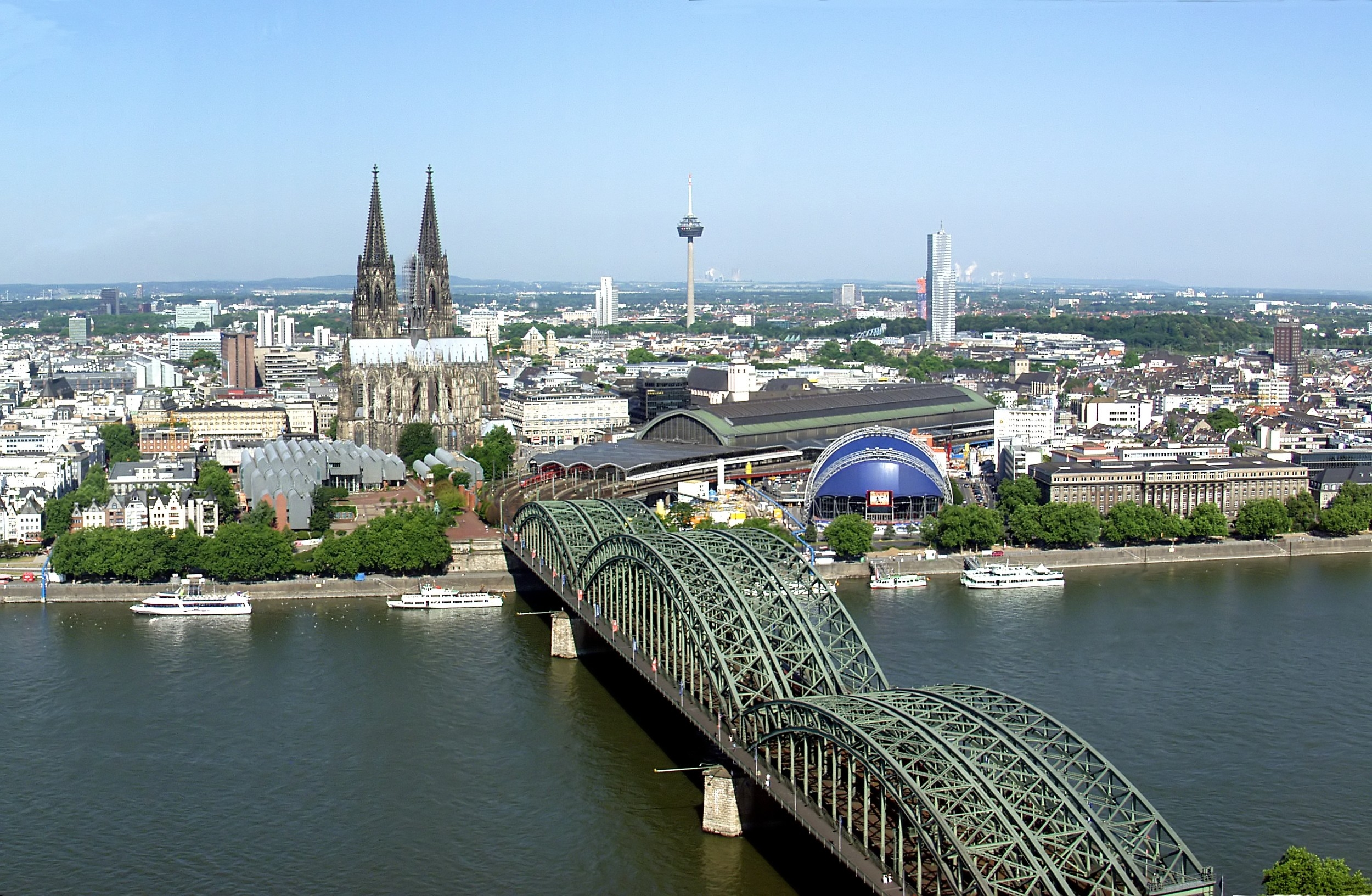
Kolonia

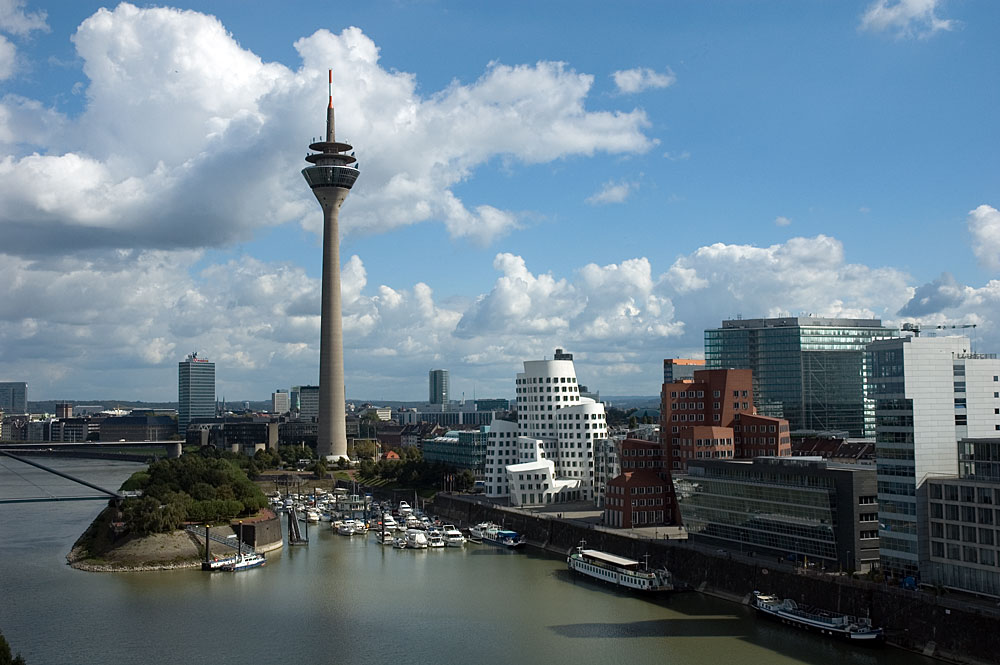
Düsseldorf

Liczba mieszkańców na dzień 31 grudnia 2022
- Kolonia (niem. Köln), 1 084 831
- Düsseldorf, 629 047
- Dortmund, 593 317
- Essen, 584 580
- Duisburg, 502 211
- Bochum, 365 742
- Wuppertal, 358 876
- Bielefeld, 338 332
- Bonn, 336 465; dawna stolica RFN, obecnie Bundesstadt (pol. miasto federalne) z niektórymi centralnymi urzędami

### Miasta na prawach powiatu
(niem. kreisfreie Stadt) w kolejności alfabetycznej:
| 1. Akwizgran (niem. Aachen) (AC) 2. Bielefeld (BI) 3. Bochum (BO) 4. Bonn (BN) 5. Bottrop (BOT) 6. Dortmund (DO) 7. Duisburg (DU) 8. Düsseldorf (D) | 1. Essen (E) 2. Gelsenkirchen (GE) 3. Hagen (HA) 4. Hamm (HAM) 5. Herne (HER) 6. Kolonia (niem. Köln) (K) 7. Krefeld (KR) 8. Leverkusen (LEV) | 1. Mönchengladbach (MG) 2. Mülheim an der Ruhr (MH) 3. Münster (MS) 4. Oberhausen (OB) 5. Paderborn (PB) 6. Remscheid (RS) 7. Solingen (SG) 8. Wuppertal (W) |

## Polityka
Koalicja rządząca: koalicja CDU/Sojusz 90/Zieloni
Skład Landtagu:
- CDU – 72
- SPD – 69
- FDP – 28
- Partia Zielonych – 14
- AfD – 16

Ostatnie wybory: 14 maja 2017
Najbliższe wybory: 2022

### Premierzy
- 1946–1947: Rudolf Amelunxen (Z)
- 1947–1956: Karl Arnold (CDU)
- 1956–1958: Fritz Steinhoff(inne języki) (SPD)
- 1958–1966: Franz Meyers(inne języki) (CDU)
- 1966–1978: Heinz Kühn (SPD)
- 1978–1998: Johannes Rau (SPD)
- 1998–2002: Wolfgang Clement (SPD)
- 2002–2002: Michael Vesper(inne języki) (G, p.o.)
- 2002–2005: Peer Steinbrück (SPD)
- 2005–2010: Jürgen Rüttgers (CDU)
- 2010–2017: Hannelore Kraft (SPD)
- 2017–2021: Armin Laschet (CDU)
- od 2021: Hendrik Wüst (CDU)[5]

## Gospodarka
Podstawą rozwoju są bogate złoża węgla kamiennego w Zagłębiu Ruhry i węgla brunatnego w Zagłębiu Dolnoreńskim oraz rudy żelaza, cynku, ołowiu, soli kamiennej i potasowej.
Rozwinięty przemysł rafineryjny, petrochemiczny, koksochemiczny, hutniczy, metalowy, maszynowy, elektrotechniczny, elektroniczny, precyzyjny, samochodowy, taboru kolejowego, stoczniowy, chemiczny, materiałów budowlanych, szklarski, drzewny, włókienniczy, odzieżowy oraz spożywczy.
Rolnictwo jest oparte na uprawie jęczmienia, pszenicy, buraków cukrowych, roślin pastewnych, ziemniaków, warzyw oraz hodowli trzody chlewnej, bydła, drobiu.
Bardzo gęsta sieć transportowa, liczne węzły kolejowe, kanały śródlądowe, porty rzeczne (największy w Duisburgu), dwa porty lotnicze o znaczeniu międzynarodowym: w Kolonii i Düsseldorfie.